# Sen Mitsuji
Sen Mitsuji (Sídney, 26 de noviembre de 1987) es un actor y modelo australiano conocido por interpretar a Shun en la serie de ciencia ficción de YouTube Origin.

## Biografía
Mitsuji nació en Sídney, Australia, de padre japonés y madre australiana. Durante su adolescencia, estudió en el Sydney Boys High School.
En 2009, se mudó a Tokio, Japón, donde comenzó su carrera como modelo.
El 26 de abril de 2018, se anunció la participación de Mitsuji en el reparto de la serie de ciencia ficción Origin, interpretando el papel de Shun Kenzaki.

## Filmografía

### Televisión
| Año  | Título | Papel        | Notas           |
| ---- | ------ | ------------ | --------------- |
| 2018 | Origin | Shun Kenzaki | Papel principal |